# Sphaenothecus
Sphaenothecus is een kevergeslacht uit de familie van de boktorren (Cerambycidae). De wetenschappelijke naam van het geslacht werd voor het eerst geldig gepubliceerd in 1838 door Dupont.

## Soorten
Sphaenothecus omvat de volgende soorten:
- Sphaenothecus argenteus Bates, 1880
- Sphaenothecus bilineatus (Gory, 1831)
- Sphaenothecus facetus Chemsak & Noguera, 1998
- Sphaenothecus maccartyi Chemsak & Noguera, 1998
- Sphaenothecus picticornis Bates, 1880
- Sphaenothecus toledoi Chemsak & Noguera, 1998
- Sphaenothecus trilineatus Dupont, 1838